# Conduttore televisivo

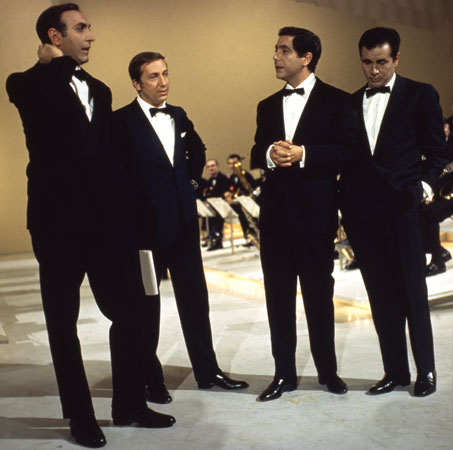
Quattro conduttori televisivi italiani: Pippo Baudo, Mike Bongiorno, Corrado ed Enzo Tortora nel 1967.

Il conduttore televisivo o presentatore è il protagonista di un programma televisivo.

## Evoluzione del ruolo
Nella sua forma originaria il linguaggio del conduttore televisivo era essenziale, classico ed estremamente formale, con uno stile facilmente rintracciabile in Italia in personaggi come Corrado, Enzo Tortora, Pippo Baudo o Mike Bongiorno e in trasmissioni come i classici varietà degli anni sessanta e settanta o in manifestazioni come il Festival di Sanremo. Il conduttore televisivo, tuttavia, non è necessariamente un personaggio di spicco prettamente televisivo, ma è un ruolo che anche un giornalista, un attore o un divulgatore possono interpretare, come accade in Italia con Michele Santoro e Giovanni Minoli o, negli Stati Uniti, con Ellen DeGeneres.
Il ruolo del conduttore televisivo ha acquisito nel tempo sempre più prestigio e importanza, e con l'avvento della neotelevisione e delle televisioni private si è evoluto mettendo maggiormente in comunicazione il prodotto televisivo con il pubblico da casa; il ruolo richiese così una maggiore empatia da parte del presentatore, che da allora in poi ha avuto il compito di rappresentare allo stesso modo sia il pubblico dello spettacolo che la stessa emittente televisiva sulla quale è in onda. Mutò quindi anche lo stile di conduzione, decisamente più colloquiale e confidenziale rispetto al passato, con l'utilizzo di dialetti o slang linguistici vicini all'utilizzo popolare e con l'esposizione in video dei propri sentimenti, rendendosi così più "umani" e simili ai propri interlocutori.
A tale proposito furono emblematici due casi avvenuti nel 1986 nella televisione italiana: Raffaella Carrà, conduttrice di Domenica in, si difese in diretta televisiva dalle accuse della stampa d'aver abbandonato la madre sofferente in ospedale, mentre Enrica Bonaccorti, durante la sua trasmissione Pronto, chi gioca?, annunciò al pubblico la sua gravidanza; si trattarono d'eventi di rottura per la televisione pubblica italiana, che causarono diverse polemiche alle due presentatrici le quali seguivano un modello di conduzione televisiva e di rapporto con il pubblico che stava cambiando. Il nuovo modello di presentatore televisivo, con il moltiplicarsi delle emittenti, acquisì quindi anche un importante valore economico, che porta i personaggi maggiormente in grado d'entrare in empatia con il pubblico o di far identificare con se stessi il programma che presentano, a essere maggiormente ambiti dagli editori televisivi.